# Lepthyphantes ollivieri
Lepthyphantes ollivieri este o specie de păianjeni din genul Lepthyphantes, familia Linyphiidae, descrisă de Denis, 1957.
Este endemică în Franța. Conform Catalogue of Life specia Lepthyphantes ollivieri nu are subspecii cunoscute.